# Ramoneska

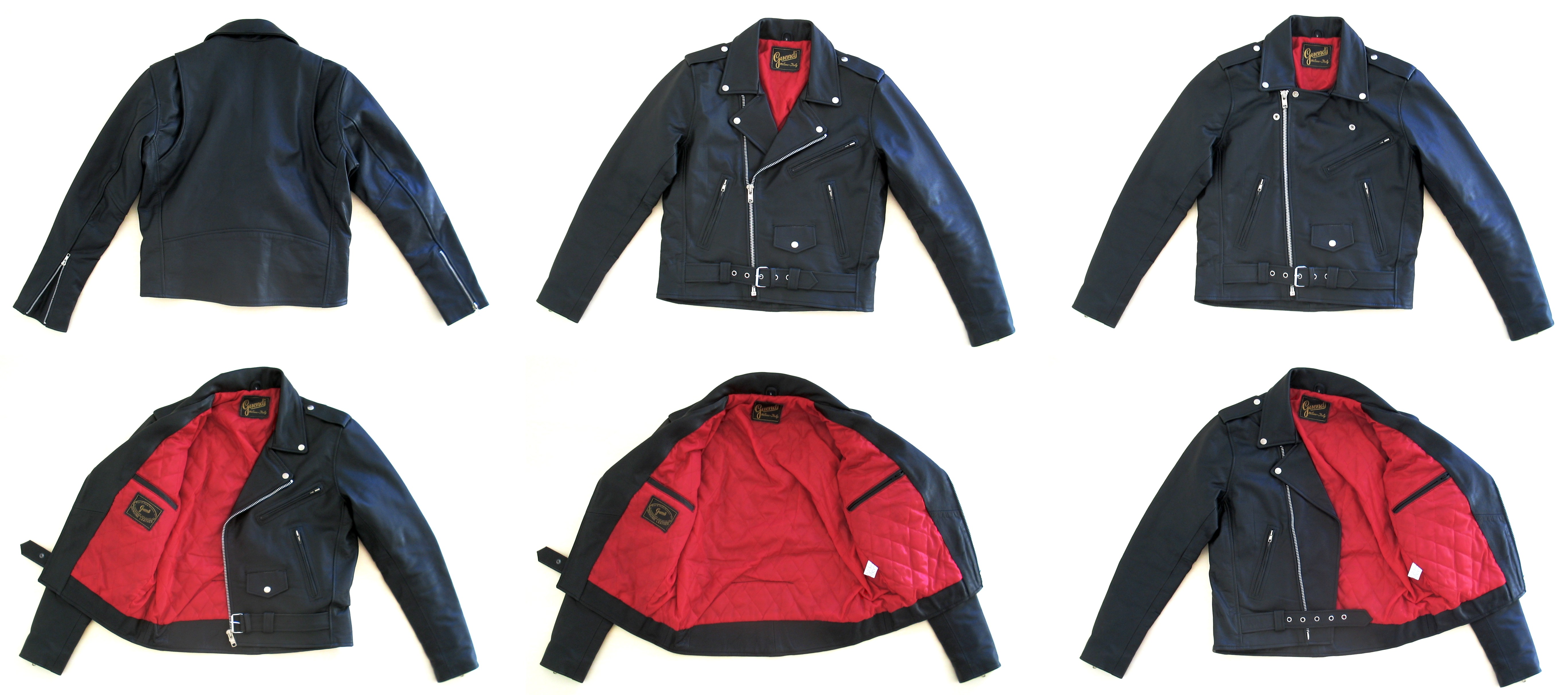
Przykładowa ramoneska

Ramoneska – potoczna polska nazwa motocyklowej kurtki Perfecto, zaprojektowanej w 1928 roku przez Irvinga Schotta. 
Najpierw była stosowana tylko jako ubiór motocyklistów, potem na przełomie lat 60. i 70. stawała się powoli swoistą ikoną osób powiązanych z różnymi odmianami muzyki rockowej, zwłaszcza heavymetalowej, za sprawą zespołów takich, jak Black Sabbath. Istotny wpływ na jej popularyzację miało użycie modelu Perfecto 618 przez Marlona Brando w filmie Dziki (1954).
Kurtka ta charakteryzuje się kilkoma stałymi cechami: zawsze ma podwójne klapy z ćwiekami, przesunięty w bok zamek błyskawiczny i przyszyty pas do ściągania pół. Niektóre kurtki tego typu posiadają też zwiększoną liczbę kieszeni oraz naramienniki.
Nazwa kurtki „ramoneska” pochodzi od powstałego w 1974 zespołu punkrockowego Ramones, pod jego wpływem jeszcze bardziej się spopularyzowała nie tylko wśród osób powiązanych z muzyką rockową, hardrockową i heavymetalową (metalową ogólnie), ale także punkrockową. W Polsce ramoneska często stanowi ważną część ubioru tzw. „depeszowców”, czyli fanów zespołu Depeche Mode. 